# Gemayel
Gemayel (em árabe,  جميّل Ŷumayyil ou Ŷemayyel) é uma importante família política maronita baseada em Bikfaya, Líbano. A transliteração em árabe é Jamail.
Os membros proeminentes incluem destacados líderes políticos na história contemporânea do Líbano:
- Philip Gemayel, Patriarca Maronita de 1795 a 1796
- Pierre Gemayel (1905-1984), líder político libanês e fundador do Partido Kataeb
- Maurice Gemayel (1910-1970), Membro do Parlamento, cunhado de Pierre Gemayel
- Amine Gemayel (nascido em 1942), presidente do Líbano entre 1982 e 1988, filho de Pierre Gemayel
- Joyce Gemayel ex-primeira dama do Líbano, esposa de Amine Gemayel
- Pierre Amine Gemayel (1972-2006), político libanês, filho de Amine Gemayel
- Samy Gemayel (nascido em 1980), político libanês, filho de Amine Gemayel, irmão de Pierre Amine Gemayel
- Bachir Gemayel (1947-1982), filho de Pierre Gemayel e comandante militar, político e presidente libanês eleito
- Solange Gemayel (nascida em 1949), ex-Primeira Dama do Líbano, viúva do ex-presidente eleito Bachir Gemayel,; foi membro do Parlamento de 2005 a 2009
- Nadim Gemayel (nascido em 1982), político libanês, filho de Bachir Gemayel